# Leonard George Goss
Leonard George Goss, novozelandski general, * 1895, † 1988.
Med letoma 1944 in 1946  je bil namestnik načelnika Generalštaba Novozelandske kopenske vojske.